# Nautilocalyx bicolor
Nautilocalyx bicolor är en tvåhjärtbladig växtart som först beskrevs av William Jackson Hooker, och fick sitt nu gällande namn av Wiehler. Nautilocalyx bicolor ingår i släktet Nautilocalyx och familjen Gesneriaceae. Inga underarter finns listade i Catalogue of Life.